# Hum Dil De Chuke Sanam
Hum Dil De Chuke Sanam (Hindi: हम दिल दे चुके सनम) è un film del 1999 diretto da Sanjay Leela Bhansali, ed ispirato al romanzo di Maitreyi Devi Na Hanyate. Il film è stato distribuito nei paesi in lingua inglese con il titolo Straight from the Heart. Gli attori protagonisti del film sono Salman Khan, Ajay Devgn e Aishwarya Rai. Nel 2000 il film ha vinto i Filmfare Award per il miglior film, per miglior regista, per la migliore attrice e per altre sei categorie. È stato inoltre il terzo maggiore incasso del 1999 in India e un incasso semi-hit all'esterno dell'India.

## Trama
Nella città di New Delhi, Nandini (Aishwarya Rai) è la bella figlia di Pandit Darbar (Vikram Gokhale), un noto sostenitore della musica classica indiana. La famigliola vive assai bene, felice e senza problemi, in un grande palazzo.
In questa vita spensierata entra Sameer (Salman Khan), un ragazzo indo-italiano che vuole prendere lezioni di musica classica indiana sotto la guida di Pandit Darbar. Sameer si stabilisce definitivamente con la famiglia Darbar, ma Nandini prende in antipatia Sameer, perché le sembra che il giovanotto sia troppo spocchioso e saccente. Però i loro bisticci si trasformano in sentimenti d'amore.
Un giorno però Pandit Darbar scopre che i due si stanno scambiando promesse d'amore, e perciò diventa furioso con loro, perché ha già programmato il matrimonio di Nandini con Vanraj (Ajay Devgn). Sameer è bandito da Palazzo Darbar, e il padre di famiglia, per umiliarlo ancora di più gli dà la licenza di essere professore di musica classica, ma fuori dal suo paese. Sameer però non lascia immediatamente India. Rimane in città e scrive lettere a Nandini, chiedendole di unirsi a lui in fuga, ma lei è costretta ai suoi doveri, e accetta il matrimonio con Vanraj. Il giovane presto si accorge che la sposa non lo ama, e si arrabbia, perché lei non gli parla.
Vanraj allora, dopo qualche giorno, scopre le lettere d'amore da Sameer che la sposa nascondeva. Così il giovane cerca di mettersi in contatto con Sameer, e scopre che è andato in Italia, nella terra dove è nato, ad insegnare musica classica. Vanraj decide di partire subito per chiedere chiarimenti, e per affrontarlo, se necessario, in battaglia. Anche Nandini lo insegue nel viaggio nel Medio-Oriente.
Nandini e Vanraj arrivano prima a Budapest, ma sempre incappano in vicoli ciechi, alla ricerca di Sameer. Durante la loro ricerca, si trovano ad affrontare molti problemi e dilemmi; e nel frattempo lentamente Nandini arriva a scoprire cosa sia veramente Vanraj: un mostro, dispotico e indifferente alle esigenze di lei, che la lascia addirittura sofferente per strada, quando i due cadono in una rapina. Infatti Nandini viene ricoverata, ma Vanraj la va a trovare solo dopo qualche giorno dall'inizio della prognosi. Quando la va a trovare Banraj le dice che la loro relazione finisce lì, che lei può andare da Sameer in Italia per il suo debutto in un concerto, e che non vuole più vederla.
Nandini giunge in Italia, a Roma, ma si rende conto che Sameer è cambiato, e pensa solo a sé stesso. Nandini se ne accorge subito, sebbene Sameer le voglia ancora bene: infatti ripensa a tutto il viaggio che Vaneaj ha affrontato dall'India fino quasi all'Italia per chiarimenti. Del resto Vanraj non poteva sapere nulla della relazione capricciosa tra lei e Sameer. Ora dunque Nandini è costretta a ricredersi: la sua idea per Vanraj è cambiata. Lo raggiunge a Budapest, e riesce a farsi perdonare, coronando la sua storia d'amore.